# Ivan Damaščanski
Ivan Damaščanski (grč. Ἰωάννης Δαμασκήνος, lat. Iohannes Damascenus; Damask, oko 675./676. – Mar Saba, 4. prosinca 749.) bio je sirijski redovnik, svetac, crkveni naučitelj, crkveni otac, pjesnik i teolog. Pisao je protiv nestorijanaca, jakovita i manihejaca, a najvažniji polemički spis uperen mu je protiv ikonoboraca.

## Životopis
Rođen je u drugoj polovici 7. stoljeća, u dobrostojećoj kršćanskoj arapskoj obitelji u Damasku. Njegov otac bio je civilni predstavnik kršćana kod kalifatske vlasti. Kasnije ga je u tome naslijedio Ivan. Oko 720. goine napušta ovu službu te se povukao u samostan sv. Sabe kod Jeruzalema. Kasnije je zaređen za svećenika te se cijelo vrijeme svog monaškoga života posvetio kontemplaciji i pisanju.
Pisao je razne polemike protiv kristoloških hereza i protiv ikonoklasta. Umro je oko 750. godine. Papa Lav XIII. proglasio ga je 1890. godine naučiteljem Crkve. Naziva se i „istočni Toma Akvinski”.

## Filozofija
U filozofiji se koristio eklektički platonskom i aristotelovskom terminologijom, kao oruđima za precizno izražavanje kršćanske dogme. U teologiji je stvaralački naslijedovao sintezu velikih crkvenih otaca Aleksandrije i Kapadocije, zatim Pseudo-Dionizija Areopagita i Maksima Ispovjednika. 

## Djela
- "Izvor spoznaje" (grč: Πηγὴ γνώσεως), u tri bilježnice:

* "Dijalektika" (filozofska poglavlja o terminologiji)
* "O herezama" (opis i kritika hereza)
* "O pravoj vjeri (izlaganje biblijsko-patrističkog učenja). Smatra se njegovim glavnim dijelom.
- "Sacra parallèle" (grčki: Τὰ ἱερά), zbirka mudrih izreka.
- rasprave s nestorijancima, monofizitima, monotelitima, manihejcima
- besjede protiv ikonoboraca, čija je argumentacija bila odlučujuća za cjelokupnu teologiju pristalica ikona.

Pored teoloških spisa, pisao je i crkvene himne, koji se još uvijek koriste u pravoslavnim manastirima diljem svijeta.

### Članci
- Vukšić, Tomo. 1997. Sveti Ivan Damaščanski i pitanje spoznaje Boga u istočnoj kršćanskoj tradiciji. Vrhbosnensia. Univerzitet u Sarajevu – Katolički bogoslovni fakultet. Sarajevo. 1 (2): 245–256

## Vanjske poveznice
Ostali projekti
|  | Zajednički poslužitelj ima još gradiva o temi Ivan Damaščanski |